# Aconitum balfourii
Aconitum balfourii är en ranunkelväxtart som beskrevs av Otto Stapf. Aconitum balfourii ingår i släktet stormhattar, och familjen ranunkelväxter. Inga underarter finns listade i Catalogue of Life.